# Hoffmannia oaxacensis
Hoffmannia oaxacensis är en måreväxtart som beskrevs av David H. Lorence, John Duncan Dwyer och Attila L. Borhidi. Hoffmannia oaxacensis ingår i släktet Hoffmannia och familjen måreväxter. Inga underarter finns listade i Catalogue of Life.